# Sonda Galileo
Galileo è stata una sonda inviata dalla NASA per studiare il pianeta Giove e i suoi satelliti. Dedicata a Galileo Galilei, venne lanciata il 18 ottobre 1989 dallo Space Shuttle Atlantis nella missione STS-34. Giunse su Giove il 7 dicembre 1995 dopo un viaggio di 6 anni, attraverso l'ausilio gravitazionale di Venere e della Terra.
Galileo effettuò il primo sorvolo di un asteroide, scoprì il primo satellite di un asteroide, fu la prima sonda a orbitare attorno a Giove e a lanciare la prima sonda nella sua atmosfera.
Il 21 settembre 2003, dopo aver trascorso 14 anni nello spazio e 8 anni di servizio nel sistema gioviano, la missione venne terminata inviando l'orbiter nell'atmosfera di Giove a una velocità di circa 50 km/s per evitare ogni possibilità di contaminare i satelliti con dei batteri provenienti dalla Terra.
Nel 2018 il lavoro svolto dalla sonda Galileo è stato rivisto e ha fornito le prove più consistenti sull'esistenza degli enormi getti d’acqua e vapore che si producono sulla superficie di Europa, una delle lune di Giove.

## Storia
L'idea di inviare una sonda verso Giove, il più grande dei pianeti del sistema solare, iniziò già nel 1959, quando il Jet Propulsion Laboratory (JPL) della NASA sviluppò diversi concetti di missione: i sorvoli ravvicinati consentivano di esplorare più pianeti nella stessa missione, gli orbiter inserirebbero invece una sonda in orbita attorno a un pianeta per uno studio dettagliato, alcuni concetti prevedevano anche sonde atmosferiche e lander, per lo studio di atmosfera e superficie (dei satelliti).

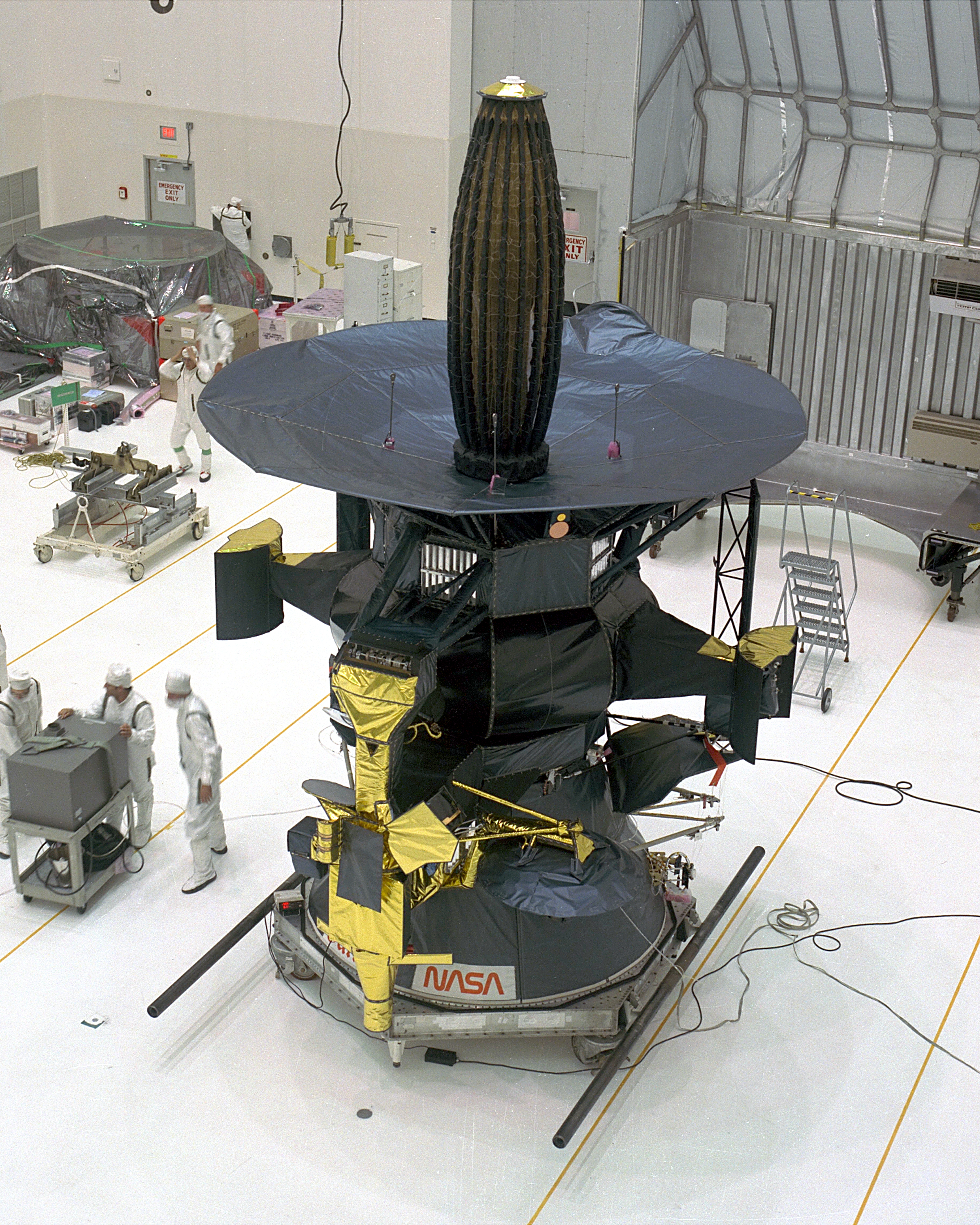
La Galileo prima di essere accoppiata coll booster Inertial Upper Stage.

Due missioni verso Giove, Pioneer 10 e Pioneer 11, furono approvate nel 1969, con l'Ames Research Center della NASA incaricata della pianificazione delle missioni. Il Pioneer 10 fu lanciato nel marzo 1972 e passò a 200.000 chilometri da Giove nel dicembre 1973, e fu seguito dal Pioneer 11, che passò a 34.000 chilometri da Giove nel dicembre 1974, prima di dirigersi verso Saturno. Furono seguite dalle più avanzate sonde Voyager 1 e 2, lanciate tra agosto e settembre del 1977, e che raggiunsero Giove nel 1979. Dopo l'approvazione delle missioni Voyager iniziarono gli studi per inviare per la prima volta un orbiter attorno al gigante gassoso.
Le Voyager erano state lanciate da razzi Titan IIIE con uno stadio superiore Centaur, ma i Titan furono successivamente ritirati. Nel 1975 la NASA decretò che tutte le future missioni planetarie sarebbero state lanciate dallo Space Shuttle, all'epoca in fase di progettazione, rendendo obsoleti i razzi sacrificabili. Si supponeva che lo Space Shuttle potesse servire come un rimorchiatore spaziale per lanciare carichi utili che richiedessero qualcosa di più che l'inserimento in orbita terrestre bassa, ma questo non fu mai approvato. L'aeronautica degli Stati Uniti sviluppò quindi l'Interim Upper Stage (IUS) a combustibile solido per lo scopo, successivamente ribattezzato Inertial Upper Stage (con lo stesso acronimo). Lo IUS non era abbastanza potente da lanciare un carico utile su Giove senza ricorrere all'uso di una serie di manovre di fionda gravitazionale attorno ai pianeti per ottenere ulteriore velocità, qualcosa che la maggior parte degli ingegneri considerava inelegante e che gli scienziati planetari del JPL non apprezzavano perché significava che la missione avrebbe impiegato mesi o anni in più per raggiungere Giove.
In ogni caso nel 1977 i finanziamenti per la missione vennero approvati (assieme a quelli per il telescopio spaziale Hubble) dal Congresso, con una stima dei costi di 634 milioni di dollari (equivalenti a quasi 2 miliardi di dollari del 2021). Successivamente venne indetta una votazione che suggerisse un nome meno tecnico al progetto: venne scelto Galileo, in onore di Galileo Galilei, la prima persona a osservare Giove attraverso un telescopio e lo scopritore di quelle che oggi sono conosciute come le lune galileiane. Il nuovo nome fu adottato nel febbraio 1978.

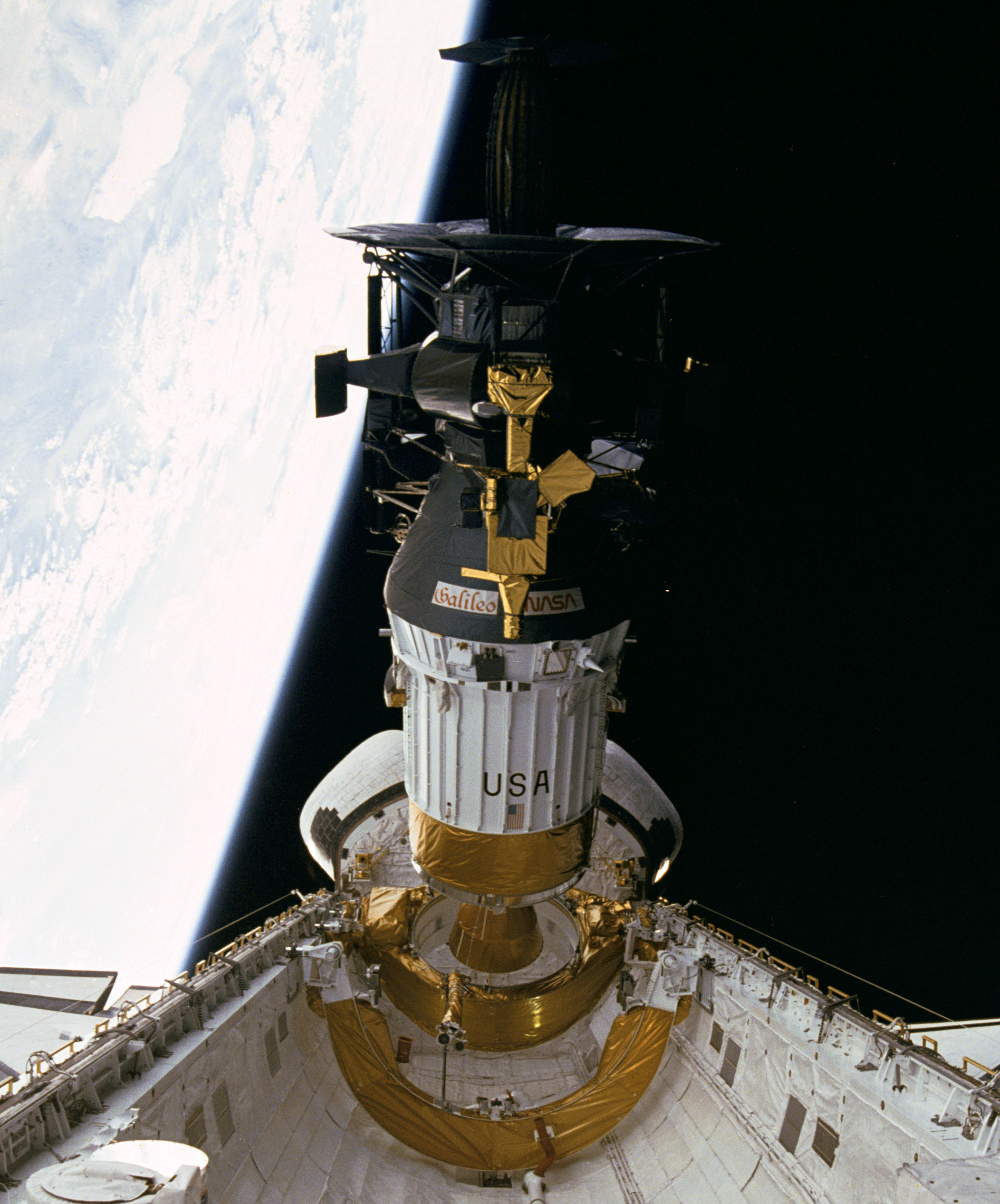
La sonda Galileo al momento del rilascio dallo Shuttle

Nei piani iniziali la sonda avrebbe dovuto essere lanciata nel 1982, tuttavia lo sviluppo dello Shuttle subì un rallentamento e la missione slittò inizialmente al 1985. Venne preso in considerazione un piano alternativo: dotare la navicella di uno stadio Centaur che avrebbe fornito il 50% di potenza in più dello IUS e inviarla direttamente verso Giove, dove sarebbe arrivata in 2 anni. Tuttavia all'inizio degli anni '80 il progetto Galileo si trovò a fronteggiare sia problemi tecnici che l'austerità di bilancio imposta dalla nuova amministrazione del presidente Ronald Reagan e il piano di lanciò slittò a maggio 1986. Tuttavia, a causa del disastro dello Space Shuttle Challenger del 1986 tutti i voli dello Space Shuttle vennero sospesi. Vennero stabiliti nuovi standard di sicurezza e per la sonda Galileo si decise giocoforza di utilizzare uno stadio superiore a bassa potenza. Per guadagnare abbastanza velocità, la sonda spaziale avrebbe dovuto utilizzare l'assistenza gravitazionale tre volte, una dal pianeta Venere e due dalla Terra. La nuova traiettoria richiedeva un aumento della durata del viaggio verso Giove a 6 anni, rispetto ai 2 anni dello stadio Centaur. La traiettoria della sonda spaziale avrebbe compreso una fase in cui la sonda si sarebbe trovata più vicina al Sole che alla Terra. L'isolamento termico della Galileo andava rivisto e in particolare venne aggiunto un parasole sulla sommità dell'antenna direzionale per limitarne il riscaldamento. Le modifiche apportate allo Space Shuttle si rivelarono più ampie del previsto e nell'aprile 1987 il JPL fu informato che la Galileo non avrebbe potuto essere lanciata prima dell'ottobre 1989.

## Panoramica della missione
La missione primaria era costituita da uno studio di due anni del sistema gioviano. La sonda orbitò attorno al pianeta con orbite ellittiche con periodo pari a circa 2 mesi. In base alle diverse distanze da Giove, la sonda effettuò dei campionamenti della magnetosfera gioviana e le orbite permisero di effettuare dei sorvoli ravvicinati dei satelliti maggiori.
Dopo la conclusione della missione principale, iniziò una estensione della missione il 7 dicembre 1997 che comprendeva una serie di sorvoli ravvicinati di Europa e di Io, il più vicino dei quali portò la sonda a 180 km da Io il 15 dicembre 2001. Le radiazioni che lo circondano furono tuttavia dannose per i sistemi di Galileo (per questo motivo i sorvoli vennero programmati nella missione estesa, dove era maggiormente accettabile un'eventuale perdita della sonda) e il 17 gennaio 2002 furono disattivate le camere dopo essere state danneggiate irreparabilmente. Gli ingegneri della NASA furono in grado tuttavia di recuperare le elettroniche del registratore interno in modo da poter trasmettere i dati fino al termine della missione.

## Caratteristiche tecniche

### La sonda

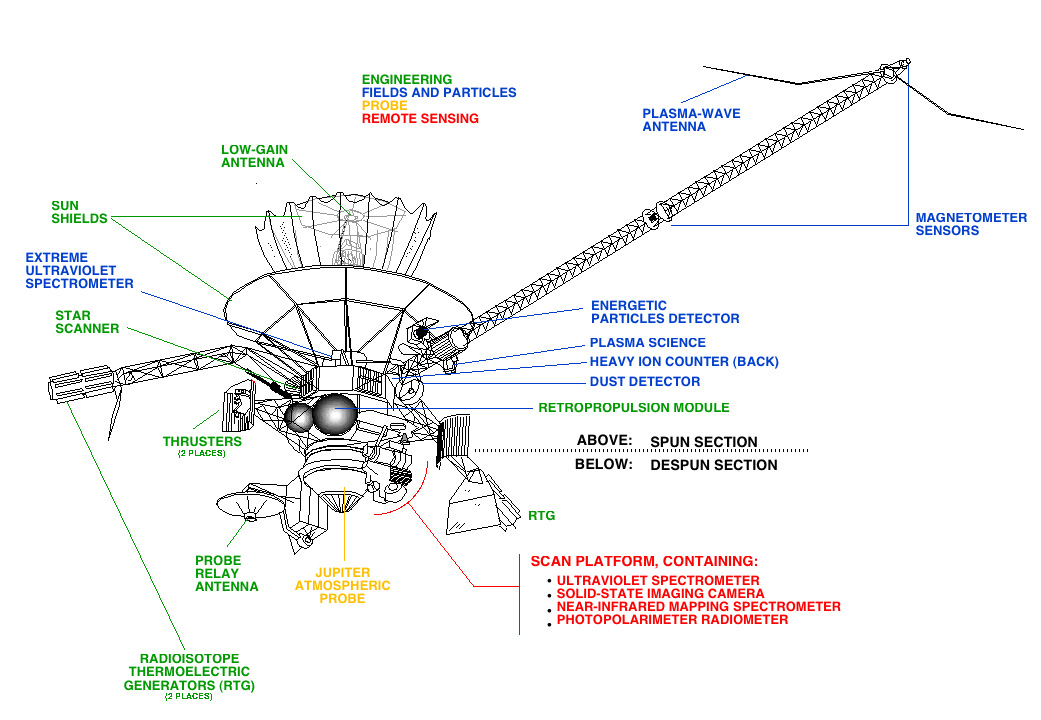
Panoramica dei componenti di Galileo

Galileo venne costruita dal Jet Propulsion Laboratory, che gestì la missione per conto della NASA.
Al lancio, la massa dell'orbiter e della sonda era di 2.564 kg, inclusi 118 kg di strumenti, e raggiungeva una altezza di 7 metri. Una sezione era posta in rotazione ad una velocità di 3 giri al minuto, mantenendo la sonda stabile e in grado di raccogliere dati attraverso sei strumenti da varie direzioni. Le altre sezioni erano fisse e contenevano le camere e altri quattro strumenti che dovevano essere puntati accuratamente mentre Galileo era in viaggio nello spazio, tra cui il sistema di controllo dell'assetto. Il software che operava nel computer di bordo e che veniva regolarmente trasmesso dalla Terra dal team della missione era costituito da 650.000 linee di codice per il calcolo dell'orbita, 1.615.000 linee per l'interpretazione della telemetria e 550.000 linee per la navigazione.
La sonda era controllata da un microprocessore COSMAC 1802 con un clock di 1,6 MHz fabbricato su zaffiro, che è un materiale robusto per le operazioni nello spazio. Questo processore fu il primo chip CMOS a basso costo, quasi paragonabile al modello 6502 presente sui computer Apple II.
Il sistema di controllo dell'assetto fu scritto nel linguaggio di programmazione HAL/S, utilizzato anche per lo Space Shuttle.

### Propulsione
Il sottosistema di propulsione era costituito da un motore principale da 400 N e dodici propulsori da 10 N, oltre che da propellente, serbatoi pressurizzati e l'impianto idraulico. I serbatoi contenevano 925 kg di idrazina e tetrossido di diazoto. I propulsori da 10 N erano montati in gruppi di sei su due bracci da 2 metri. Il sottosistema di propulsione è stato sviluppato e costruito da Messerschmitt-Bölkow-Blohm e fornito dalla Germania Ovest, il principale partner internazionale del Progetto Galileo.

### Energia
I pannelli solari non erano una soluzione pratica alla distanza di Giove dal Sole (sarebbero stati necessari un minimo di 65 metri quadrati), e le batterie sarebbero state troppo ingombranti. L'energia della sonda era fornita da due generatori termoelettrici a radioisotopi, attraverso il meccanismo del decadimento radioattivo del plutonio-238. La generazione del calore derivata da questo decadimento veniva convertito in elettricità per mezzo dell'effetto Seebeck. L'elettricità era quindi fornita da questa fonte di energia affidabile, durevole e non influenzata dal freddo ambiente spaziale e dai campi radioattivi come quelli incontrati nella magnetosfera gioviana.
Ogni RTG, montato su un braccio lungo 5 metri, portava 7,8 kg di 238Pu e conteneva 18 moduli di generazione del calore, progettati per resistere a molti possibili incidenti come l'incendio o l'esplosione del veicolo, il rientro nell'atmosfera con impatto a terra o in acqua e altre situazioni. Le protezioni nel caso di un potenziale rientro erano garantite da una copertura esterna di grafite e da un rivestimento di iridio delle celle a combustibile. Al lancio i generatori producevano 570 watt, decrescendo ad un ritmo di 0,6 watt per mese fino a giungere a 493 watt all'arrivo su Giove.
Prima del lancio della sonda, il movimento anti-nucleare sollecitò un'ingiunzione della corte per proibire il lancio di Galileo, considerando i propulsori nucleari un rischio inaccettabile alla sicurezza pubblica. Questi sono stati usati per anni nella esplorazione planetaria senza problemi, ma gli attivisti ricordarono l'incidente del satellite russo Cosmos 954 con propulsore nucleare in Canada nel 1978 e il disastro dello Space Shuttle Challenger ha aumentato le preoccupazioni pubbliche sull'eventualità di una esplosione. Inoltre nessun veicolo con propulsore RTG aveva mai effettuato prima un volo ravvicinato attorno alla Terra ad alta velocità, come era previsto dalla manovra VEEGA. Lo scienziato Carl Sagan disse nel 1989 che: "non c'è nulla di assurdo in entrambe le parti di questo argomento."

### Strumentazione

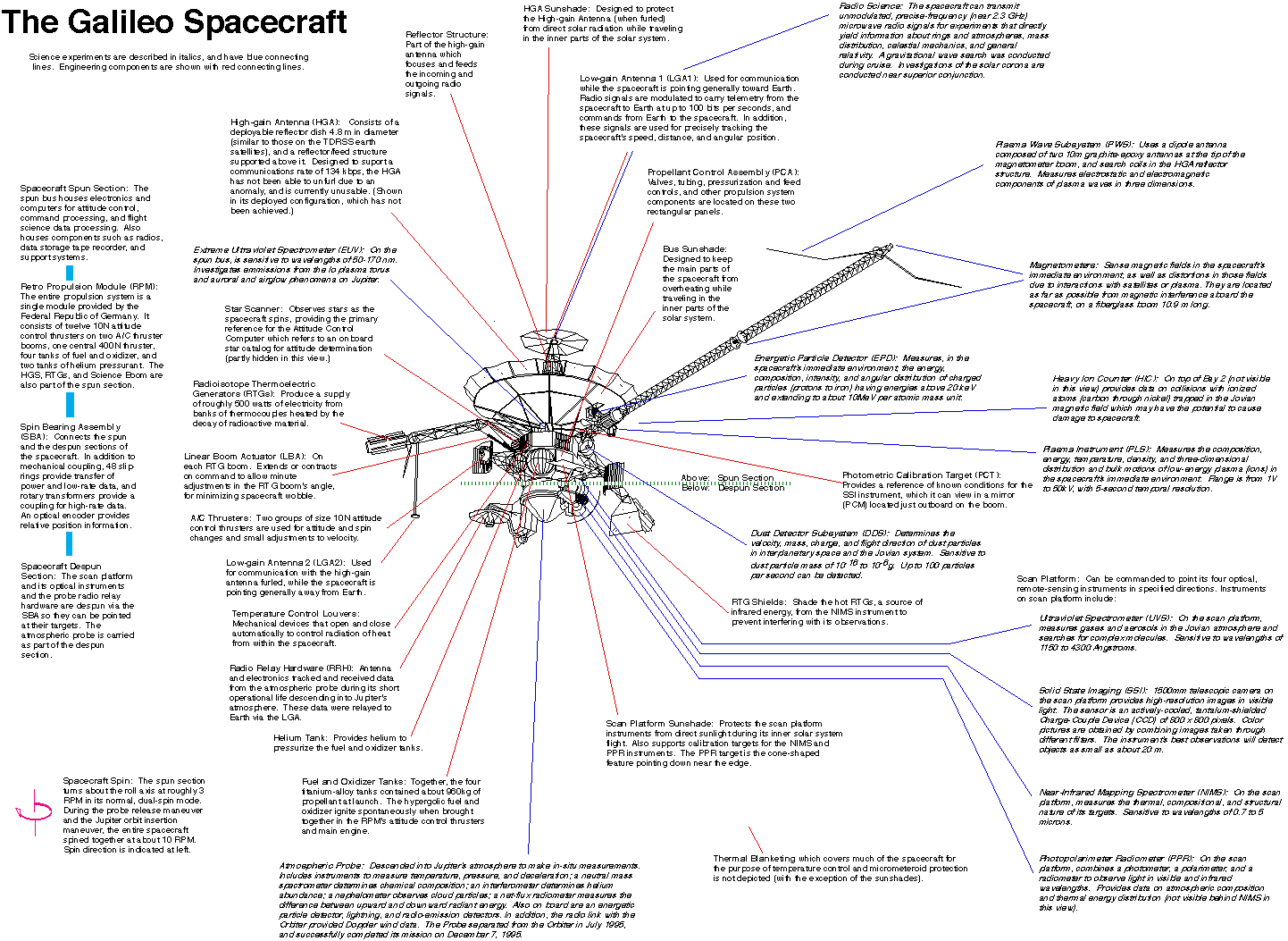
Diagramma dettagliato dei componenti della sonda Galileo.

Gli strumenti scientifici per la misurazione dei campi e delle particelle erano montati sulla sezione rotante, assieme con l'antenna principale, i generatori di energia, il modulo propulsivo e la maggior parte dell'elettronica dei computer e dei controlli della sonda. I sedici strumenti (con un peso complessivo di 118 kg) includevano:
- un magnetometro montato su un braccio lungo 11 metri per minimizzare le interferenze della sonda;
- uno strumento per rilevare particelle cariche a bassa energia del plasma, un rilevatore di onde di plasma generate dalle particelle;
- un rilevatore di particelle cariche ad alta energia;
- un rilevatore di polvere cosmica;
- un contatore di ioni pesanti;
- rilevatore per ultravioletto estremo accoppiato a uno spettrometro UV.

La sezione non rotante includeva:
- il sistema di camere;
- lo spettrometro all'infrarosso vicino per riprendere immagini multispettrali nell'analisi chimica della superficie e dell'atmosfera dei satelliti;
- uno spettrometro all'ultravioletto per studiare i gas;
- un foto-polarimetro radiometro per misurare l'energia irradiata e riflessa.

Il sistema fotografico permetteva la ripresa di immagini dei satelliti di Giove ad una risoluzione da 20 a 1000 volte migliore rispetto a quella della sonda Voyager, a causa della maggiore vicinanza al pianeta e alle sue lune e della maggiore sensibilità del sensore CCD

#### Sezione non rotante

##### Solid State Imager (SSI)

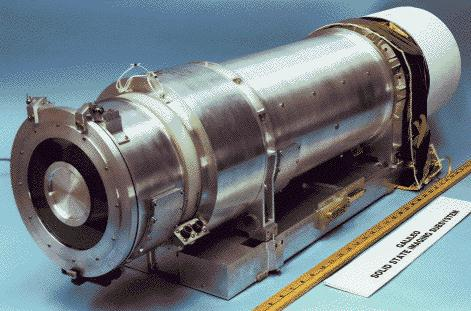
La camera CCD Solid- State Imaging (SSI)

L'SSI è una camera a stato solido con sensore CCD da 800 x 800 pixel. L'ottica è configurata come un telescopio Cassegrain, con la luce raccolta da uno specchio primario e diretta ad uno specchio secondario più piccolo che la invia attraverso un foro nello specchio primario verso il CCD. Il sensore era schermato dalle radiazioni della magnetosfera gioviana attraverso uno strato spesso 10 mm di Tantalio attorno al sensore, tranne dove deve entrare la luce. Per ottenere immagini a lunghezze d'onda specifiche era presente una ruota con otto filtri. Le immagini venivano elaborate elettronicamente a terra per produrre immagini a colori. La risposta spettrale dell'SSI variava da 0,4 a 1,1 micrometri. Il peso di questo strumento era di 29,7 kg, con un consumo di 15 watt.

##### Near-Infrared Mapping Spectrometer (NIMS)
Lo strumento NIMS era sensibile a lunghezze d'onda nell'infrarosso che variavano da 0,7 a 5,2 micrometri, sovrapponendosi alle lunghezze d'onda dell'SSI. Il telescopio associato a questo strumento era a riflessione (a specchi) con una apertura di 229 mm. Una reticolo di diffrazione disperdeva la luce proveniente dal telescopio e veniva successivamente focalizzata su sensori di indio antimonite e silicio. Lo strumento aveva un peso di 18 kg e consumava 12 watt.

##### Ultraviolet Spectrometer / Extreme Ultraviolet Spectrometer (UVS/EUV)

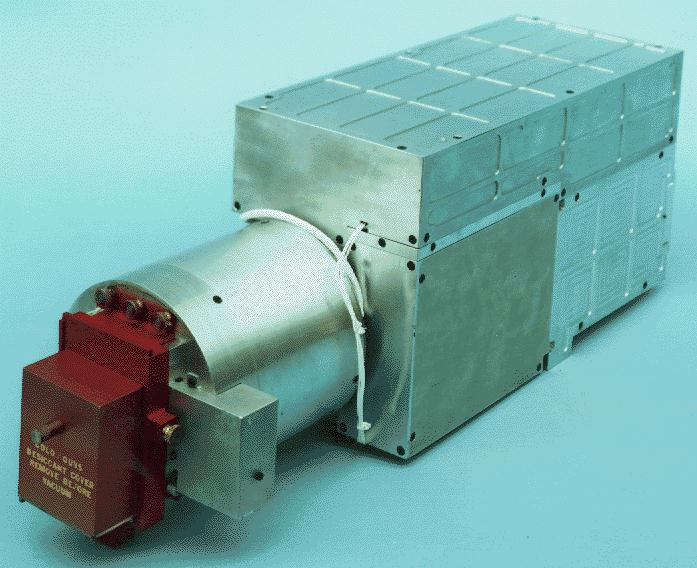
Lo spettrometro ultravioletto

L'apertura del telescopio Cassegrain dello spettrometro ad ultravioletto era di 250 mm. Entrambi gli strumenti usavano una grata per disperdere la luce. Questa passava attraverso un fotomoltiplicatore che produceva impulsi di elettroni, i quali erano in seguito conteggiati e i dati venivano inviati a terra. L'UVS era inserito nella piattaforma di scansione e poteva essere puntato verso un qualunque oggetto, mentre l'EUV era inserito nella sezione rotante e osservata una stretta striscia di spazio perpendicolare all'asse di rotazione. I due strumenti avevano un peso complessivo di 9,7 kg con un consumo di 5,9 watt.

##### Photopolarimeter-Radiometer (PPR)
Il fotopolarimetro-radiometro ha sette bande di osservazione. Una di esse non utilizzava filtri per osservare tutte le radiazioni, sia solari che termiche, mentre un'altra filtrava solo quelle solari. La differenza tra queste due bande permetteva di ricavare la emissione termica totale emessa. Erano quindi presenti altre cinque bande da 17 a 110 micrometri. Il radiometro forniva dati sulle temperature dei satelliti gioviani e dell'atmosfera del gigante rosso. Il progetto dello strumento era basato su quello presente nella sonda Pioneer. Un telescopio riflettore con apertura di 100 mm raccoglieva la luce dirigendola verso una serie di filtri e in seguito misurata dallo strumento. Il peso era di 5 kg con un consumo di 5 watt.

#### Sezione rotante

##### Dust Detector Subsystem (DDS)

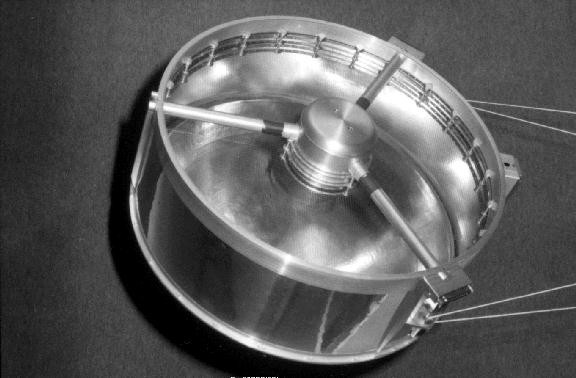
Il rilevatore Dust Detector Subsystem (DDS)

Il rilevatore di polvere era utilizzato per misurare la massa, la carica elettrica e la velocità delle particelle in arrivo. La massa misurabile dallo strumento varia in un range da 10−16 a 10−7 grammi, mentre la velocità rilevata poteva variare da 1 a 70 km/s. Il numero di impatti che era in grado di misurare variava da 1 particella ogni 115 giorni a 100 particelle al secondo. Lo studio di queste particelle aiuta a capire l'origine della polvere e la dinamica della magnetosfera. Il peso era di 4,2 kg e il consumo di 5,4 watt.

##### Energetic Particles Detector (EPD)
Questo strumento misurava il numero e l'energia degli ioni e degli elettroni con energia superiore a 20 keV (3,2 fJ), oltre a determinarne la composizione. Utilizzava dei rilevatori a stato solido di silicio e un sistema di misurazione del tempo per monitorare la popolazione delle particelle energetiche in funzione della posizione e del tempo. Il peso era di 10,5 kg e il consumo di 10,1 watt.

##### Heavy Ion Counter (HIC)

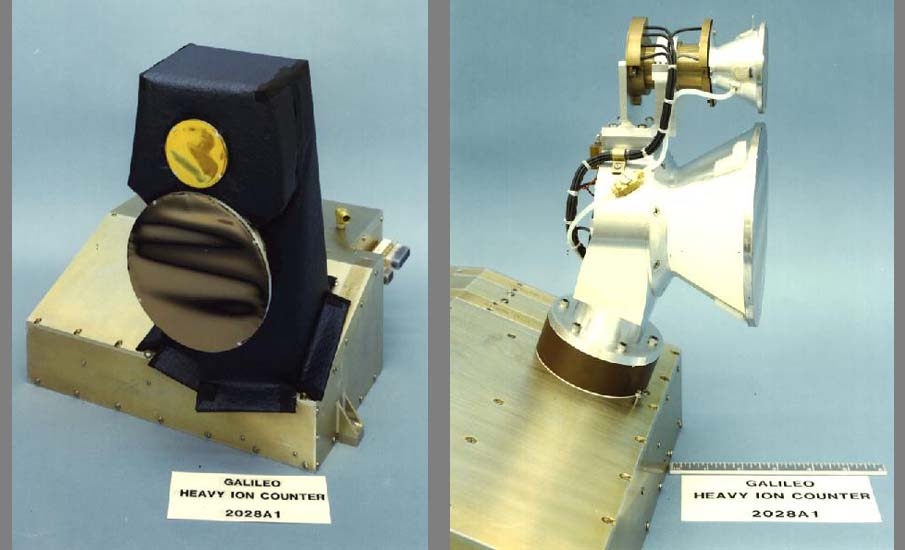
Lo strumento Heavy Ion Counter (HIC)

Questo strumento è un assemblaggio di alcuni componenti del Cosmic Ray System della sonda Voyager opportunamente aggiornati. Utilizzando insiemi di wafer di silicio monocristallino, si potevano rilevare e misurare ioni pesanti con energie da 6 MeV (1 pJ) a 200 MeV (32 pJ), comprendendo tutti gli elementi atomici compresi tra il carbonio e il nickel. Questo strumento condivideva il canale di comunicazione con l'EUV, quindi non potevano essere utilizzati contemporaneamente. Il peso era di 8 kg e il consumo di 2,8 watt.

##### Magnetometer (MAG)

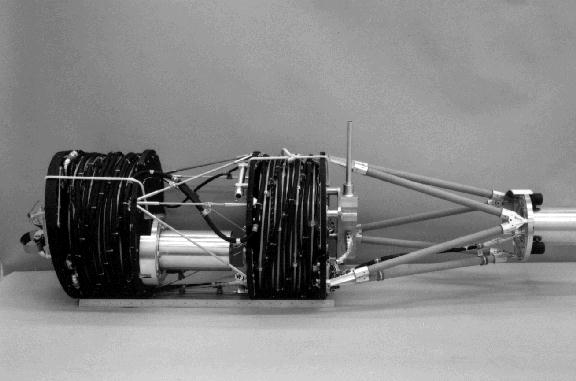
Il magnetometro MAG

Il magnetometro funzionava con due gruppi di tre sensori, che misuravano le tre componenti ortogonali del campo magnetico. Un gruppo era posizionato ad una estremità di un braccio a 11 metri di distanza dal corpo della sonda mentre il secondo, progettato per rilevare campi più intensi, era situato su un braccio ad una distanza di 6,7 metri. Questi supporti erano utilizzati per allontanare gli strumenti dalla sonda, che poteva interferire con le misurazioni, anche se non tutti i disturbi potevano essere eliminati. Anche la rotazione del braccio poteva indurre delle misurazioni errate, quindi era presente un sistema di calibrazione fissato rigidamente alla sonda e diretto verso un campo magnetico di riferimento durante le calibrazioni.

##### Plasma Subsystem (PLS)
Questo strumento raccoglieva particelle cariche per l'analisi della loro massa e la loro energia, attraverso sette campi di vista che variavano da 0° a 180°. Per mezzo della rotazione, ogni campo visuale effettuava una osservazione completa attorno ad un cerchio. L'estensione dello strumento permetteva la misurazione di particelle con energie da 0,9 eV a 52 keV (da 0,1 aJ a 8,3 fJ).

##### Plasma Wave Subsystem (PWS)
Lo studio dei campi elettrici veniva effettuato tramite una antenna a dipolo, mentre due antenne magnetiche analizzavano i campi magnetici. L'antenna a dipolo era montata sull'estremità del braccio dedicato al magnetometro, mentre le antenne magnetiche erano posizionate sul feed dell'antenna ad alto guadagno.

### Sonda atmosferica

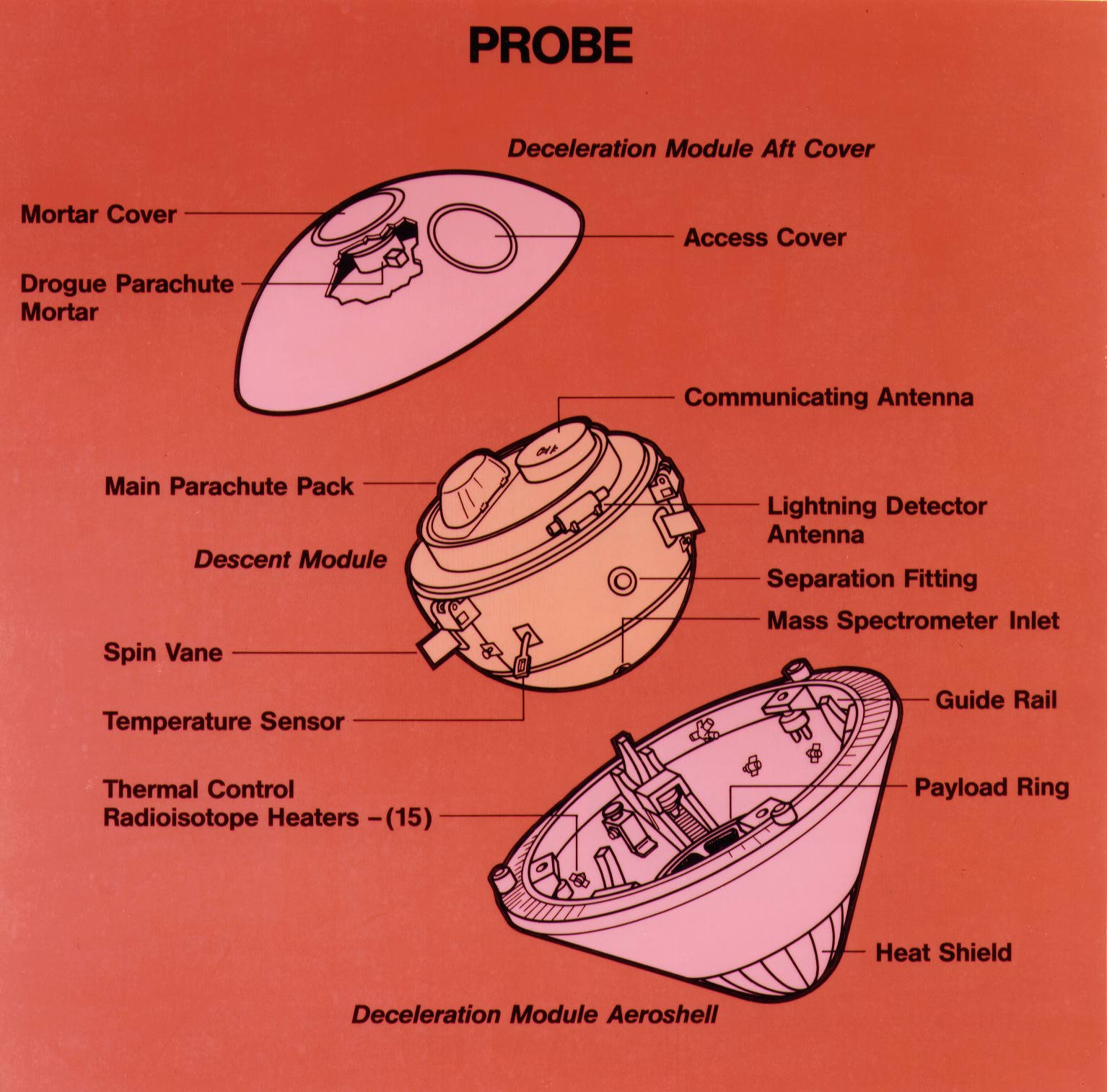
Diagramma degli strumenti della sonda atmosferica

Gli strumenti scientifici presenti sulla sonda atmosferica, alimentati da batterie LiSO2 che fornirono una potenza nominale di circa 7,2 ampere-ora con una tensione minima di 28,05 volt, erano:
- atmospheric structure instrument group per la misurazione della temperatura, la pressione e la decelerazione
- neutral mass spectrometer
- helium-abundance interferometer per gli studi sulla composizione atmosferica
- nefelometro per le osservazioni delle nubi
- net-flux radiometer per la misurazione delle differenze nel flusso di energia irradiata ad una certa altitudine
- lightning/radio-emission instrument assieme ad un rilevatore di particelle energetiche per misurare le emissioni di luce e radio associate ai fulmini e alle particelle cariche nelle fasce di radiazione del pianeta.

## Svolgimento della missione

### Lancio

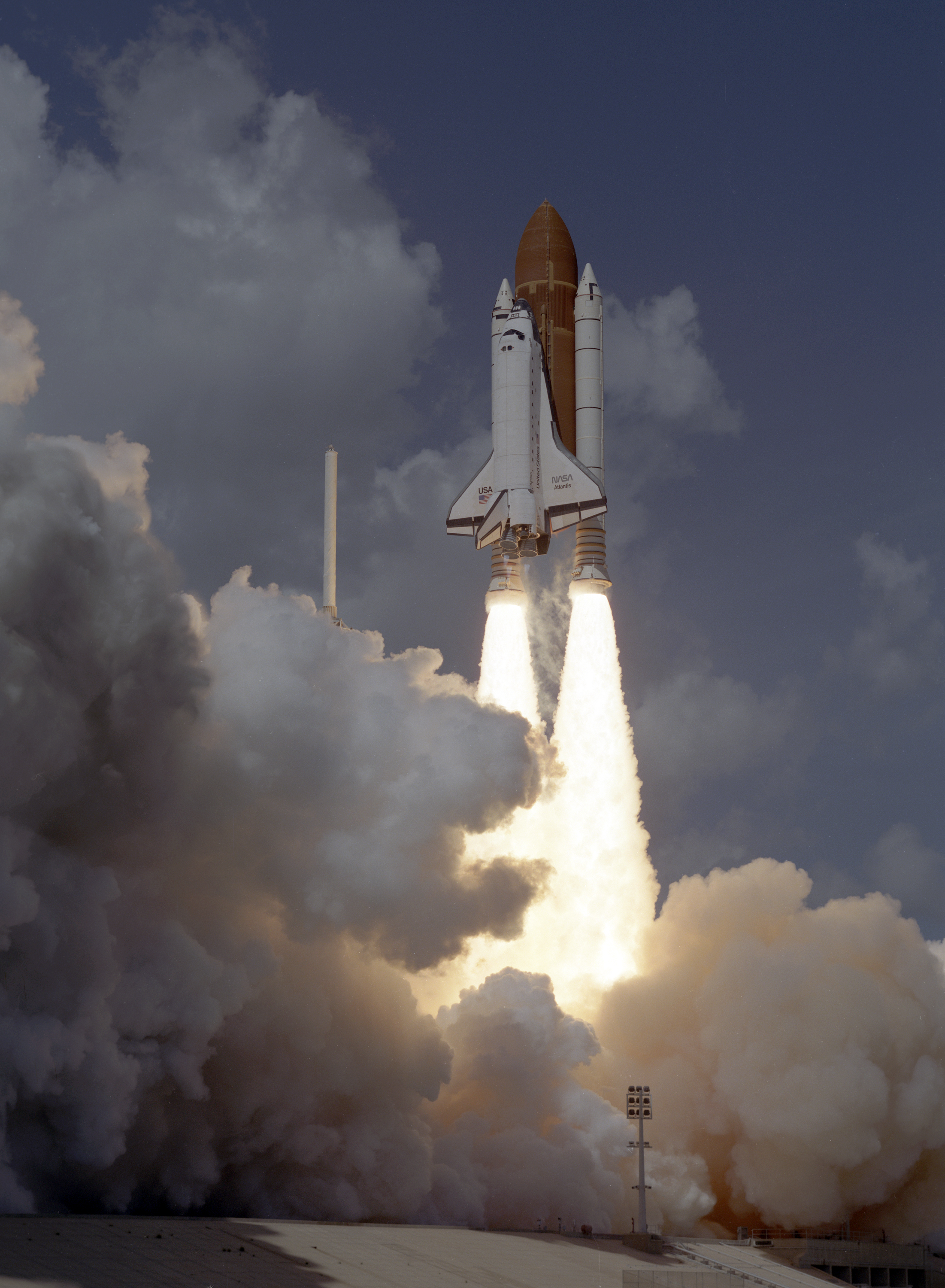
Il lancio dello Shuttle con a bordo la Galileo da Cape Canaveral.

Durante il tragitto del convoglio che trasportava la sonda al Kennedy Space Center per il lancio, si temeva che la navicella potesse essere dirottata da attivisti o terroristi antinucleari, per il fatto che la sonda aveva al suo interno il plutonio-238 necessario per il Generatore termoelettrico a radioisotopi, quindi il percorso fu tenuto segreto agli autisti, che guidarono tutta la notte e il giorno successivo e si fermarono solo per cibarsi e rifornirsi di carburante. Il lancio dello Space Shuttle Atlantis nella missione STS-34, dopo un rinvio per un guasto e per il maltempo, avvenne con successo alle 16:53:40 UTC del 18 ottobre 1989. Qualche ora dopo, a un'altezza di 343 km in orbita terrestre la Galileo fu rilasciata e lanciata verso Venere alla velocità di 14.000 km/h.

### Fly-by di Venere
La Galileo ha sorvolato Venere il 10 febbraio 1990, passando a un'altezza di 16.000 km da centro del pianeta. Durante il sorvolo vennero raccolti numerosi dati, nonostante l'antenna ad alto guadagno non venne dispiegata per evitare surriscaldamenti. Il rilevatore di onde al plasma rilevò nove esplosioni probabilmente causate da fulmini, tuttavia gli sforzi per catturare un'immagine furono vani.

### Fly-by della Terra
La sonda sorvolò la Terra la prima volta il 9 dicembre 1990, passando sopra l'Africa a un'altezza di 960 km, che le fece aumentare la sua velocità rispetto al Sole di 5,2 km/s. Il secondo sorvolo avvenne due anni dopo, l'8 dicembre 1992. Durante i sorvoli furono effettuati diversi esperimenti.

#### Il bow shock terrestre e vento solare

Animazione delle traiettorie della Galileo dal 19 ottobre 1989 al 30 settembre 2003
Galileo·
Giove·
Terra·
Venere·
951 Gaspra·
243 Ida

Uno studio sull'effetto bow shock della Terra è stato condotto mentre Galileo passava dal lato diurno della Terra. Il vento solare viaggia a una velocità compresa tra 200 e 800 km/s e viene deviato dal campo magnetico terrestre, creando una coda magnetica sul lato oscuro della Terra oltre mille volte il raggio del pianeta. Il NIMS venne utilizzato per cercare le nubi nottilucenti, che si ritiene siano causate dal metano rilasciato dai processi industriali. Normalmente si vedono solo a settembre o ottobre, ma la Galileo riuscì a rilevarli a dicembre, segno di un danno allo strato di ozono terrestre.

#### Ricerca della vita
Carl Sagan, meditando sulla questione se la vita terrestre potesse essere facilmente rilevata dallo spazio, progettò una serie di esperimenti nei tardi anni ottanta utilizzando gli strumenti della sonda da compiere durante il primo sorvolo della Terra della missione nel dicembre 1990. Dopo l'acquisizione e l'elaborazione dei dati, Sagan fece una pubblicazione sulla rivista Nature nel 1993 dove presentò i risultati degli esperimenti. La sonda Galileo trovò quelli che vengono chiamati i "criteri di Sagan per la vita", ovvero:
- forte assorbimento di luce nell'estremità rossa dello spettro visibile (in particolare sopra i continenti), causata dall'assorbimento della clorofilla durante la fotosintesi delle piante.
- assorbimento nello spettro dell'ossigeno molecolare, come risultato dell'attività delle piante.
- assorbimento nello spettro dell'infrarosso provocato dal metano in quantità di 1 micromole per mole.
- trasmissione di onde radio modulate a banda stretta, che non possono provenire da alcuna sorgente naturale

#### Esperimento ottico
Nel dicembre 1992, durante il secondo sorvolo della Terra per la manovra gravitazionale, venne effettuato un esperimento ottico utilizzando la sonda per appurare la possibilità di effettuare comunicazioni ottiche per mezzo di impulsi di luce generati da potenti laser situati a Terra. L'esperimento venne chiamato Galileo OPtical EXperiment (GOPEX) e vennero utilizzati due siti separati per inviare impulsi laser alla sonda, uno nel Table Mountain Observatory in California e l'altro nello Starfire Optical Range nel Nuovo Messico.
L'esperimento ebbe successo e i dati acquisiti potranno essere utili nel futuro per progettare connessione dati tramite laser per inviare grandi quantità di dati dalle sonde verso Terra. Questo tipo di comunicazione è stato studiato nel 2004 per il collegamento con una futura sonda orbitale attorno a Marte.

### Incontri con asteroidi

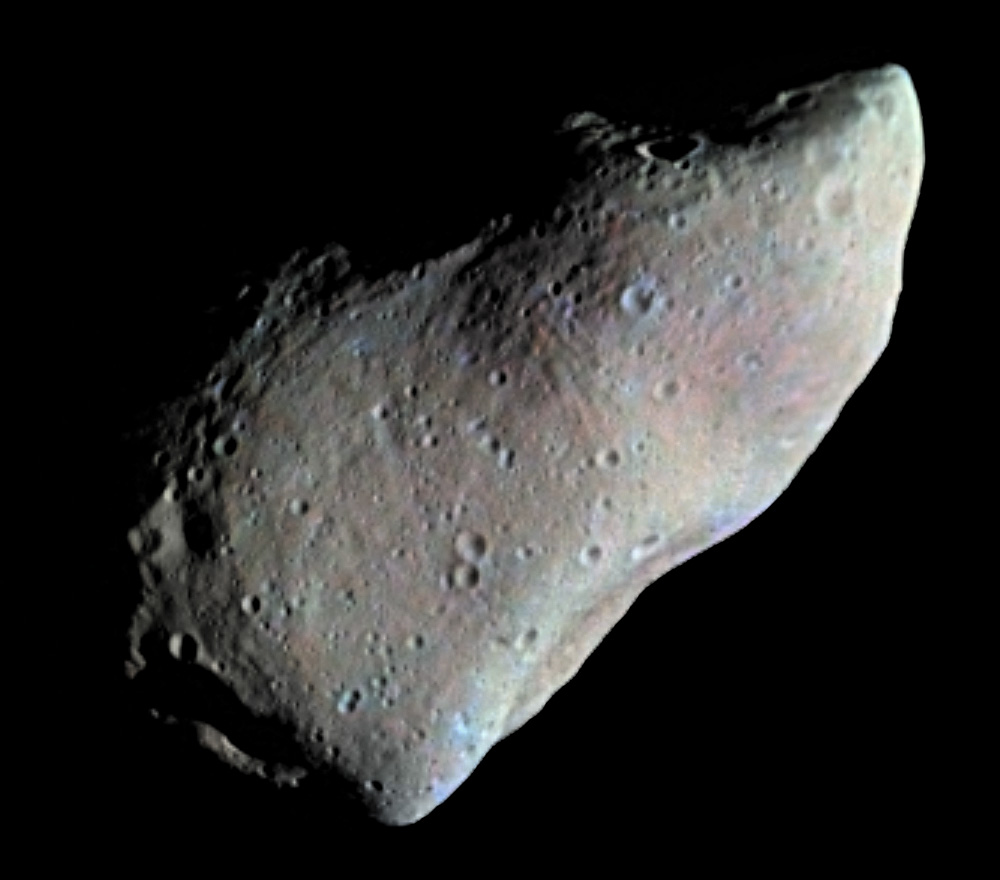
Immagine NASA di 951 Gaspra

#### Primo incontro: Gaspra
Il 29 ottobre 1991, due mesi prima di entrare nella fascia degli asteroidi, la sonda incontrò per la prima volta in assoluto un asteroide passando a circa 1600 km ad una velocità relativa di 8 km/s. Vennero riprese diverse immagini di Gaspra, assieme a misurazioni effettuate con lo spettrometro NIMS per individuare la composizione e le caratteristiche fisiche. Le ultime due immagini vennero inviate a Terra nel novembre 1991 e nel giugno 1992. Questi dati rivelarono un corpo di dimensioni molto irregolari di circa 19 × 12 × 11 km con molti crateri.

#### Secondo incontro: Ida e Dattilo

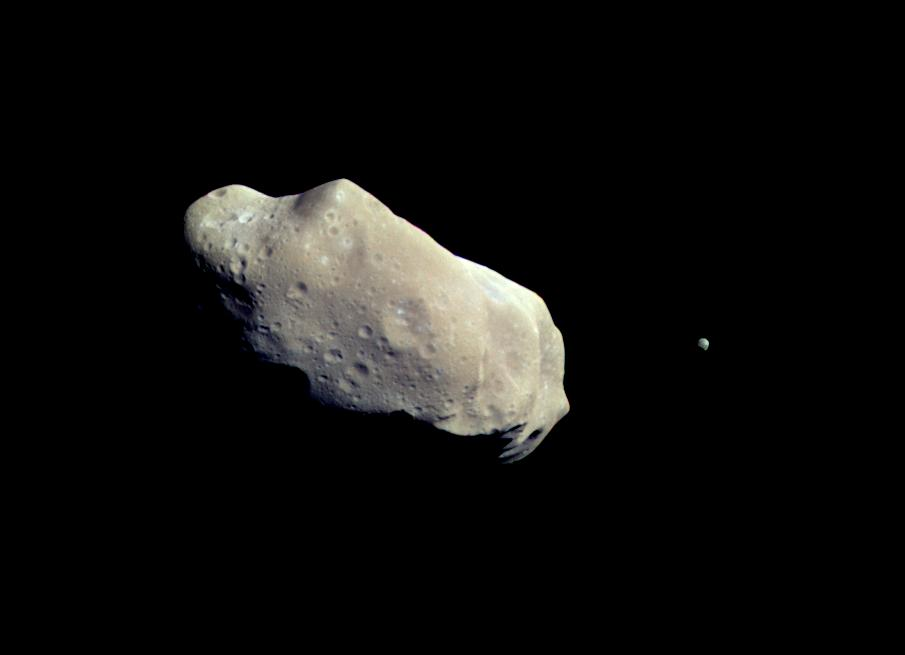
Immagine NASA di Ida. Il piccolo punto a destra è la sua luna Dattilo

Ventidue mesi dopo l'incontro con Gaspra, il 28 agosto 1993 la sonda passò ad una distanza di 2400 km dall'asteroide Ida. Si scoprì che l'asteroide possiede un satellite con un diametro di 1,4 km, chiamato Dattilo, il primo satellite posseduto da un asteroide mai scoperto. Vennero effettuati i rilevamenti utilizzando la fotocamera SSI, il magnetometro e lo spettrometro NIMS. Dalle successive analisi dei dati, esso appare come un asteroide di tipo SII, differente da Ida. È stato quindi ipotizzato che Dattilo sia stato prodotto dalla fusione parziale di un corpo più grande appartenente alla famiglia Coronide. La famiglia Coronide di asteroidi, a cui appartiene Ida, è situata nella fascia principale.

### Cometa Shoemaker-Levy 9

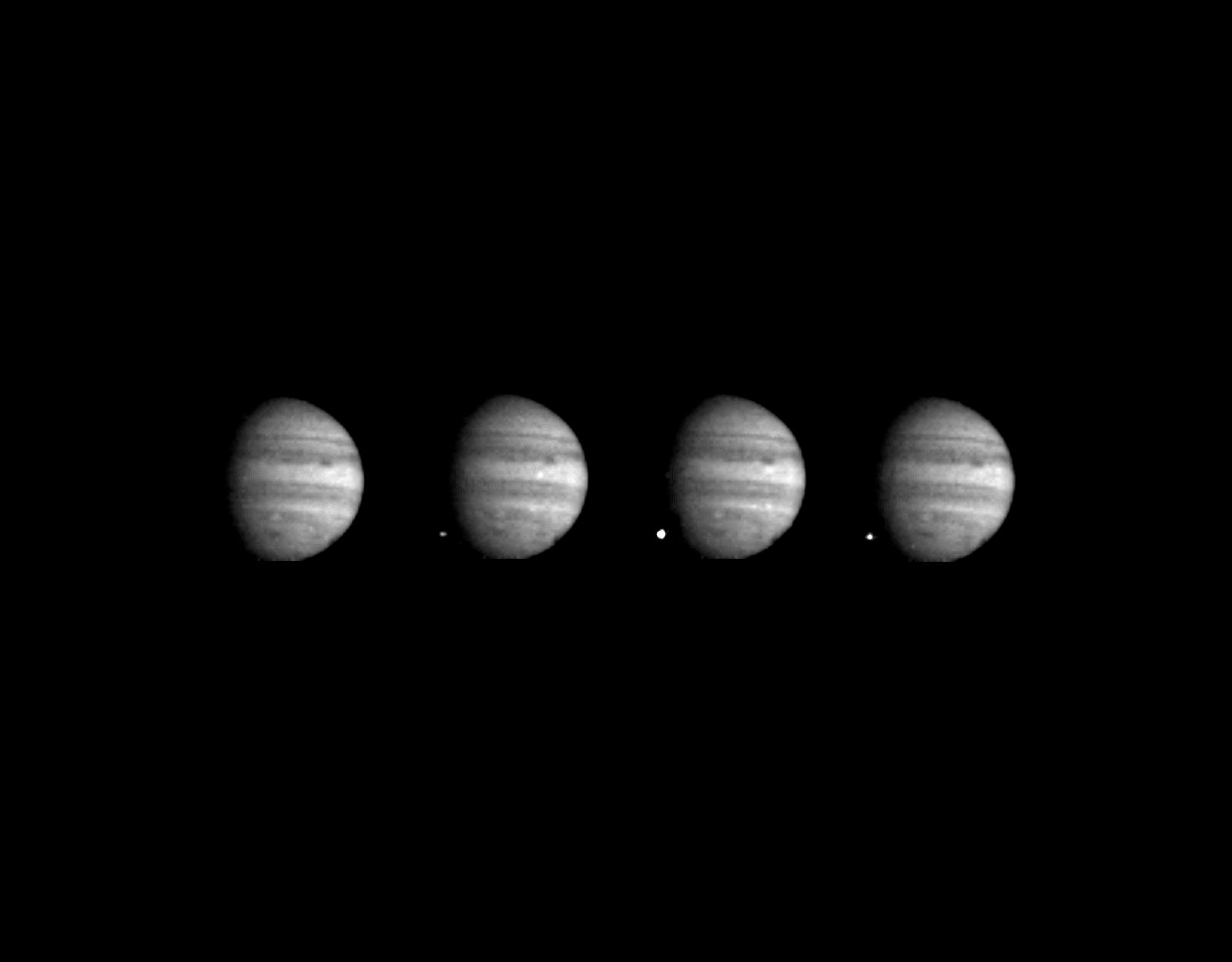
Quattro immagini di Giove e della cometa Shoemaker-Levy 9 in luce visibile scattate da Galileo da una distanza di 238 milioni di chilometri

Durante il viaggio si presentò un'opportunità insolita. Il 26 marzo 1993, gli astronomi alla ricerca di comete Carolyn S. Shoemaker, Eugene Shoemaker e David H. Levy scoprirono frammenti di una cometa in orbita attorno a Giove. Erano i resti di una cometa che era passata entro il limite di Roche di Giove ed era stata fatta a pezzi dalle forze mareali. Si chiamava cometa Shoemaker-Levy 9 e i calcoli indicavano che si sarebbe schiantata sul pianeta tra il 16 e il 24 luglio 1994. Sebbene la Galileo fosse ancora molto lontana da Giove, era perfettamente posizionata per osservare questo evento direttamente, mentre i telescopi terrestri avrebbero dovuto aspettare diversi minuti per vedere i siti dell'impatto, poiché questi sarebbero avvenuti sull'emisfero notturno del gigante gassoso.
Invece di bruciare nell'atmosfera di Giove come previsto, il primo dei 21 frammenti della cometa colpì il pianeta a circa 320000 km/h ed esplose con una palla di fuoco alta 3.000 chilometri, facilmente distinguibile dai telescopi terrestri anche se era sul lato notturno del pianeta. L’impatto lasciò sul pianeta una serie di cicatrici scure, due o tre volte più grandi della Terra, che persistettero per settimane. Quando la Galileo osservò un impatto nella luce ultravioletta, durò circa dieci secondi, ma nell'infrarosso persistette per 90 secondi o più. Quando un frammento colpì il pianeta, aumentò la luminosità complessiva di Giove dell 20%. Il NIMS ha osservato un frammento creare una palla di fuoco di 7 chilometri di diametro che bruciava a una temperatura di 8.000 K, più calda della superficie del Sole.

### Arrivo in orbita gioviana

Animazione delle traiettorie della Galileo attorno a Giove dal 1º agosto 1995 al 30 settembre 2003.
Galileo·
Giove·
Io·
Europa·
Ganimede·
Callisto

I magnetometri della Galileo rilevarono il segnale della magnetosfera di Giove il 16 novembre 1995, quando era ancora a 15 milioni di chilometri dal pianeta. Il bow shock (onda di prua) della magnetosfera non era stazionaria, ma si muoveva avanti e indietro a seconda delle raffiche di vento solare. Il 7 dicembre 1995 l'orbiter arrivò nel sistema gioviano. Quel giorno fece un sorvolo di Europa, e poi un sorvolo di Io a 890 chilometri, sfruttandone la gravità per ridurre la sua velocità, e quindi conservare il propellente per utilizzarlo successivamente nella missione. Alle 19:54 si avvicinò a Giove. L'elettronica dell'orbiter era stata pesantemente schermata contro le radiazioni, ma esse superavano le aspettative e i limiti di progettazione della navicella e uno dei sistemi di navigazione si guastò. La maggior parte dei veicoli spaziali robotici risponde ai guasti entrando in modalità provvisoria e attendendo ulteriori istruzioni da Terra, ma con un ritardo minimo di due ore nella segnalazione, e ciò non fu possibile per la Galileo.

### Sonda atmosferica

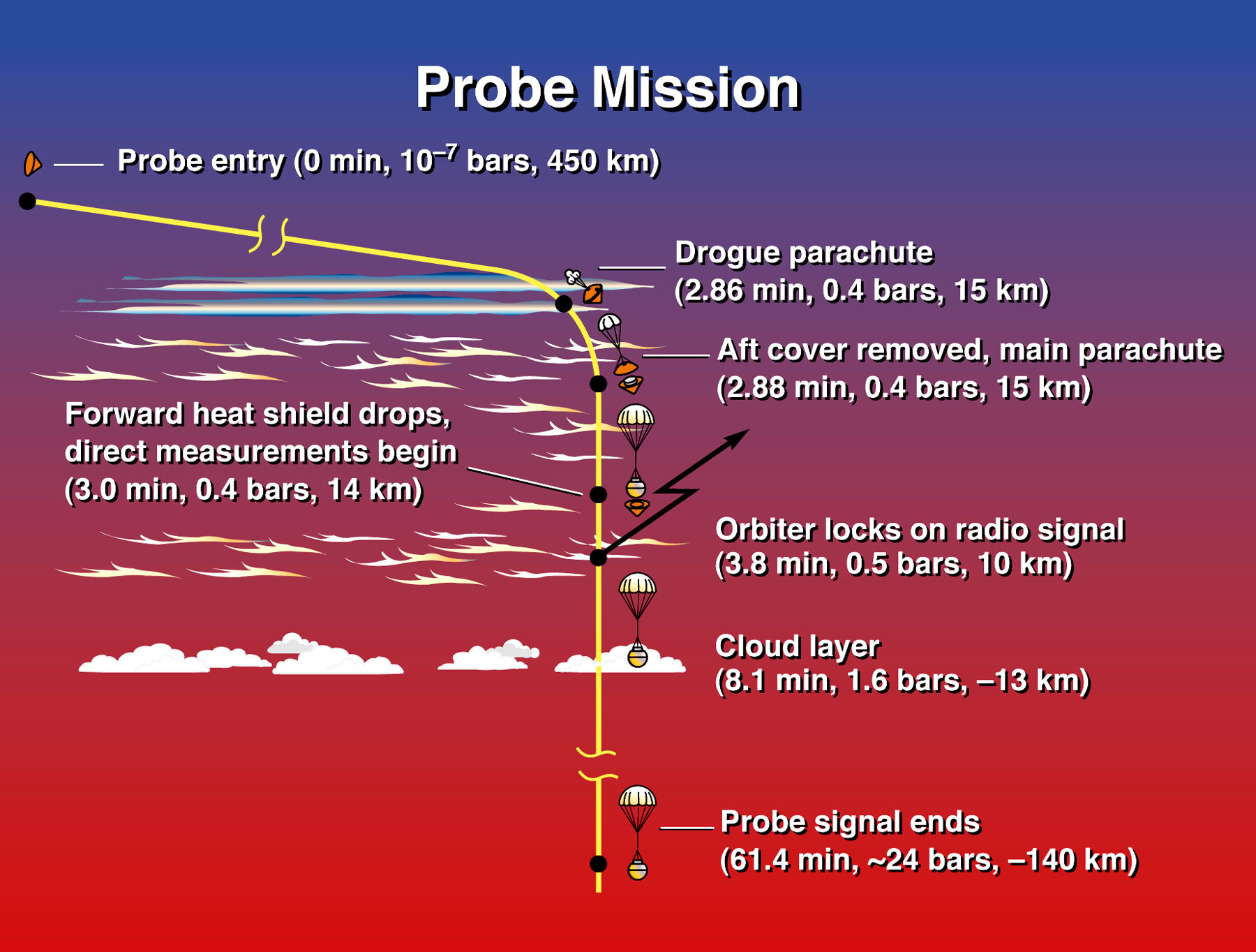
Cronologia della sonda atmosferica. La sonda trasmise i dati verso l'orbiter per 57,6 minuti continuati, raggiungendo una pressione di 23 Bar e una temperatura di 153 °C, ma la connessione iniziò 4 minuti dopo l'ingresso della sonda, quindi la trasmissione terminò 61,4 minuti dopo l'ingresso.

La sonda atmosferica venne rilasciata dalla Galileo cinque mesi prima dell'arrivo su Giove, nel luglio 1995, ed entrò nell'atmosfera gioviana senza l'ausilio di sistemi di aerofrenaggio. Questo tipo di ingresso atmosferico fu il più difficile mai compiuto; la sonda effettuò l'ingresso ad una velocità di 47,8 km/s e venne rallentata dall'intenso attrito con l'atmosfera fino ad una velocità subsonica in appena 2 minuti. Lo scudo termico, incaricato di proteggere gli strumenti di bordo, aveva una massa di 152 kg (circa la metà dell'intera sonda) e ne perse 80 durante la discesa. Per simulare il calore e la pressione venne creato un apposito laboratorio NASA (Giant Planet Facility).
La sonda dispiegò il suo paracadute da 2,5 metri e scaricò lo scudo termico. Il paracadute si aprì cinquantatre secondi più tardi del previsto, provocando una piccola perdita delle letture dell'atmosfera superiore. Ciò è stato attribuito a problemi di cablaggio con un accelerometro che determinava quando iniziare la sequenza di apertura del paracadute. Durante la discesa di 150 km attraverso gli strati alti dell'atmosfera del pianeta, la sonda raccolse 58 minuti di dati. Questi vennero trasmessi per mezzo di una coppia di trasmettitori operanti sulla banda L ad una velocità di 128 bit/s alla sonda Galileo che li ritrasmise verso la Terra.
I dati complessivi inviati dalla sonda atmosferica furono circa 2,5 Mbit. Il segnale dalla sonda non fu più rilevato dall'orbiter dopo 61,4 minuti, ad un'altitudine di 180 km sotto la sommità delle nubi e ad una pressione di 22,7 atmosfere. Essa è stata fusa e vaporizzata al raggiungimento della temperatura critica, dissolvendosi completamente nell'atmosfera del pianeta.

### Satelliti

#### Io

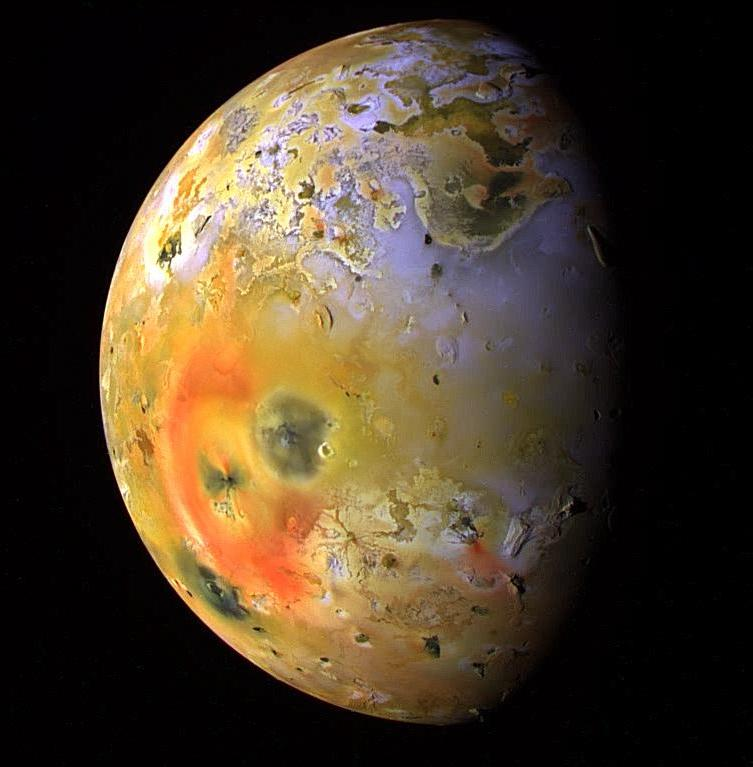
Immagine ripresa dalla sonda Galileo che mostra una macchia scura prodotta da una grande eruzione a Pillan Patera nel 1997

Galileo ha sorvolato il satellite Io sette volte, ma il primo e l'ultimo sorvolo hanno prodotto pochi dati scientifici. Le osservazioni effettuate hanno permesso di identificare più di un centinaio di vulcani attivi sulla superficie di questa luna, tra cui Loki, il più grande vulcano di tutto il sistema solare. Io è continuamente sottoposto a intense forze di marea per la sua vicinanza a Giove, e la sua superficie evolve molto più rapidamente che sulla Terra. La fotocamera della sonda spaziale è stata in grado di scattare foto ravvicinate di un'eruzione di lava che si è alzata a più di 1,5 chilometri sopra la superficie della luna. Inoltre tra due passaggi ravvicinati distanti cinque mesi l'uno dall'altro, la sonda spaziale ha mostrato che una regione del diametro di 400 chilometri attorno al vulcano Pillan era stata completamente ricoperta da uno strato di lava in quel periodo.
La Galileo attraversò la zona sopra al Tvashtar Paterae, un vulcano attivo, sperando che fosse in eruzione per poterne campionare il materiale. In quel caso il vulcano restò quieto, tuttavia attraversò il pennacchio di un altro vulcano, precedentemente sconosciuto, a 600 chilometri di altezza, e si scoprì che quella che si pensava essere cenere calda erano in realtà fiocchi di neve di anidride solforosa. A causa delle intense radiazioni in più di un sorvolo la sonda entrò in modalità safe mode, e alcuni dati vennero perduti.

#### Europa

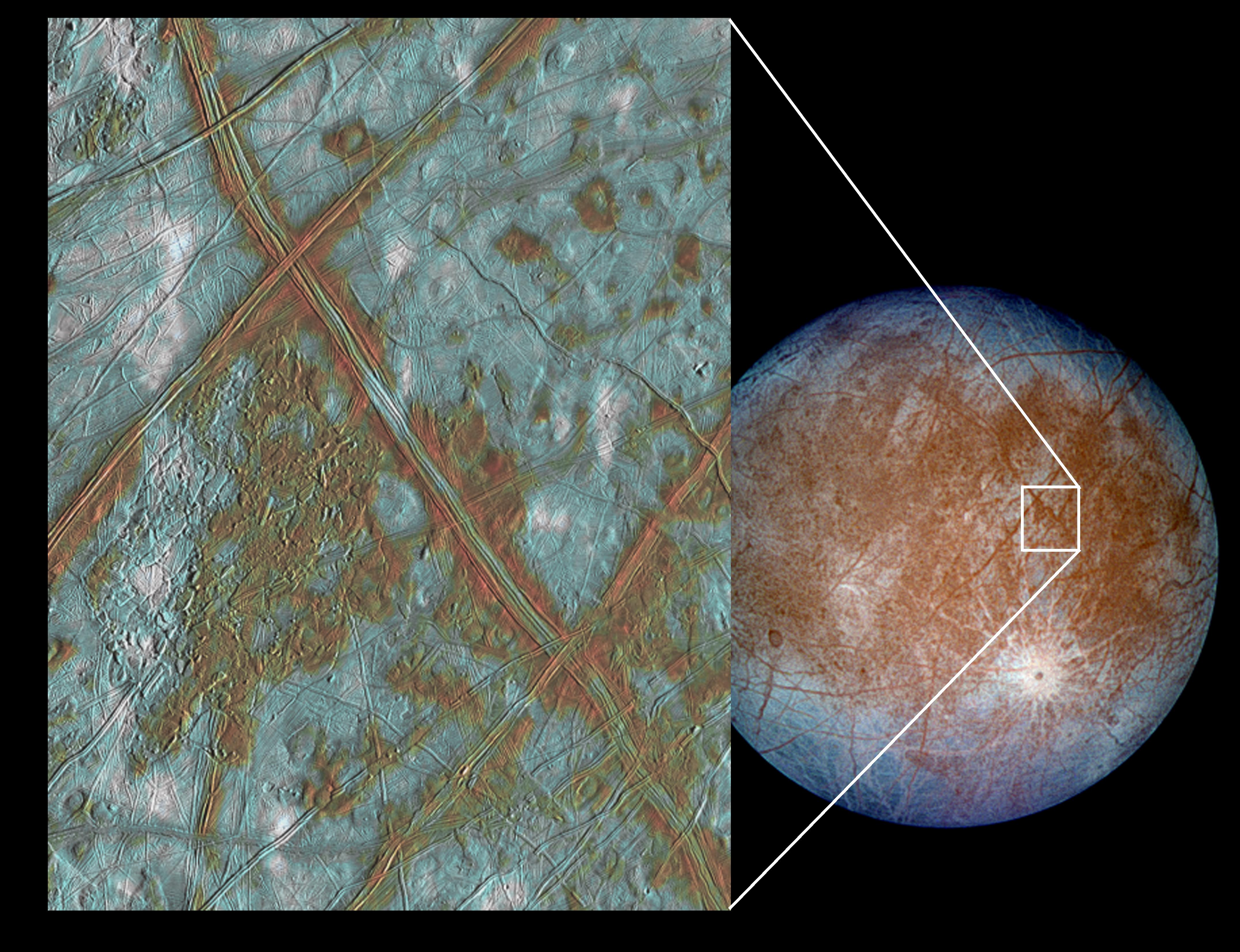
Questa immagine in falsi colori mostra sulla sinistra una regione della crosta di Europa composta da blocchi che si pensa si siano frantumati e "trasportati" in nuove posizioni.

Europa, in risonanza orbitale con Io e Ganimede, appariva dalla Terra come ricoperto di ghiaccio. La Galileo non trovò prove di vulcanismo come su Io, ma rivelò che il ghiaccio superficiale era cosparso da enormi crepe. I sorvoli su Europa mostravano pochi crateri da impatto, ma sembrava improbabile che fosse sfuggita agli impatti di meteoriti e comete che segnarono le superfici di Ganimede e Callisto, quindi ciò indicava che Europa ha una geologia attiva che rinnova la superficie cancellando i crateri da impatto. Le prove del rinnovamento superficiale suggerivano la possibilità di uno strato viscoso sotto la superficie di ghiaccio caldo, oppure della presenza di acqua liquida. Le osservazioni di Galileo indicavano che la superficie di Europa sembrava contenere sali di magnesio e sodio, la cui fonte era probabilmente un oceano salato sotto la crosta di ghiaccio.
Nel dicembre 2013 la NASA ha segnalato, sulla base dei risultati della missione Galileo, il rilevamento di "minerali simili ad argilla" (in particolare fillosilicati) sulla crosta ghiacciata, spesso associati a materiali organici. La presenza dei minerali potrebbe essere stata il risultato di una collisione con un asteroide o una cometa.

#### Ganimede

Simulazione di volo su Ganimede basato su immagini prese dalla Galileo: la zona scura e accidentata è un terreno antico parte di Nicholson Regio, mentre la fascia ghiacciata più luminosa e liscia, è Arbela Sulcus.

Quando la Galileo arrivò nel sistema gioviano, la gravità di Ganimede, la più grande luna del sistema solare, venne utilizzata per rallentare il periodo orbitale della navicella da 21 a 72 giorni, per consentire più incontri coi satelliti e per portare la sonda fuori dalle regioni di radiazione più intense. Nonostante i sorvoli servissero per correzioni orbitali, l'opportunità di fare alcune osservazioni non venne persa. L’esperimento sulle onde del plasma e il magnetometro hanno rilevato un campo magnetico con una forza di circa 750 nanotesla (0,0075 G), abbastanza forte da creare una magnetosfera propria all'interno di quella di Giove. Questa era la prima volta che un campo magnetico veniva rilevato su un satellite naturale nella magnetosfera del suo pianeta ospite.
Questa scoperta ha portato naturalmente a interrogarsi sulla sua origine. Le prove indicavano un nucleo e un mantello di ferro o solfuro di ferro da 400 a 1.300 chilometri sotto la superficie, racchiuso in un primo strato di ghiaccio. Margaret Kivelson, la scienziata responsabile dell'esperimento del magnetometro, ritenne che il campo magnetico indotto richiedesse un nucleo di ferro e ipotizzò che fosse necessario uno strato elettricamente conduttivo, forse un oceano salato a 150-200 chilometri sotto la superficie. La Galileo sorvolò Ganimede due volte nel 1997 e altre due nel 2000, rivelando una superficie di due diversi tipi: le regioni scure erano altamente craterizzate, mentre in altre aree erano presenti solchi di terreno scanalati. Non è stato completamente chiarita la causa dell'attività di Ganimede poiché a quella distanza gli effetti mareali di Giove sono deboli; una possibilità era la radioattività, che potrebbe fornire calore sufficiente affinché l'acqua liquida esista da 50 a 200 chilometri sotto la superficie, oppure il calore interno potrebbe derivare da radioattività o vulcanismo.

#### Callisto
La superficie di Callisto è la più craterizzata e antica dell'intero sistema solare. Le osservazioni fatte con il magnetometro di Galileo indicarono che Callisto non aveva un campo magnetico proprio, e quindi mancava di un nucleo di ferro come quello di Ganimede, ma che aveva un campo indotto dalla magnetosfera di Giove. Poiché il ghiaccio è un conduttore troppo debole per generare questo effetto, indicava la possibilità che Callisto, come Europa e Ganimede, potesse avere un oceano sotterraneo salato. Galileo fece il suo incontro più ravvicinato con Callisto nel 2001, quando fece un passaggio di 138 chilometri sulla superficie, fotografando i crateri Asgard, Valhalla e Bran. Questo fly-bly servì anche come gravity-assist per inserire la sonda in una traiettoria per i sorvoli finali di Io.

#### Amaltea

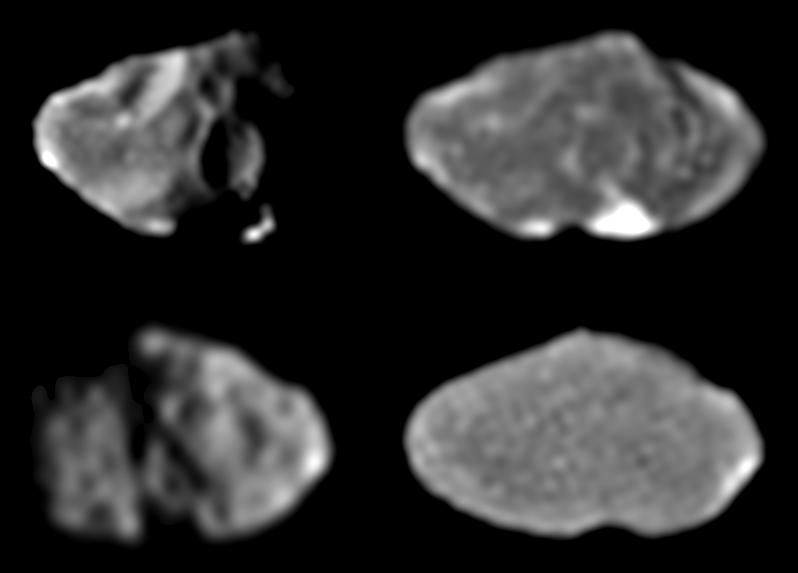
Amaltea fotografata dalla Galileo

Sebbene la missione principale di Galileo fosse quella di esplorare le lune galileiane, catturò anche immagini di quattro lune interne, Tebe, Adrastea, Amaltea e Metis, che da telescopi terrestri risultano solo dei puntini luminosi senza dettagli. Nel 2002, con la Galileo messa a dura prova dalle radiazioni e col carburante che stava per esaurirsi, vennero disattivate le telecamere. Tuttavia pianificarono un ultimo esperimento scientifico: misurare la massa di Amaltea mentre la sonda spaziale vi passava accanto. La Galileo riuscì a sorvolare Amaltea il 5 novembre 2002 alla distanza di 160 km riuscendo nell'intento di misurare la sua massa. Il risultato fu sorprendente, poiché si scoprì che Amaltea aveva un densità inferiore a quella dell'acqua, di appena 0,857 g/cm³.

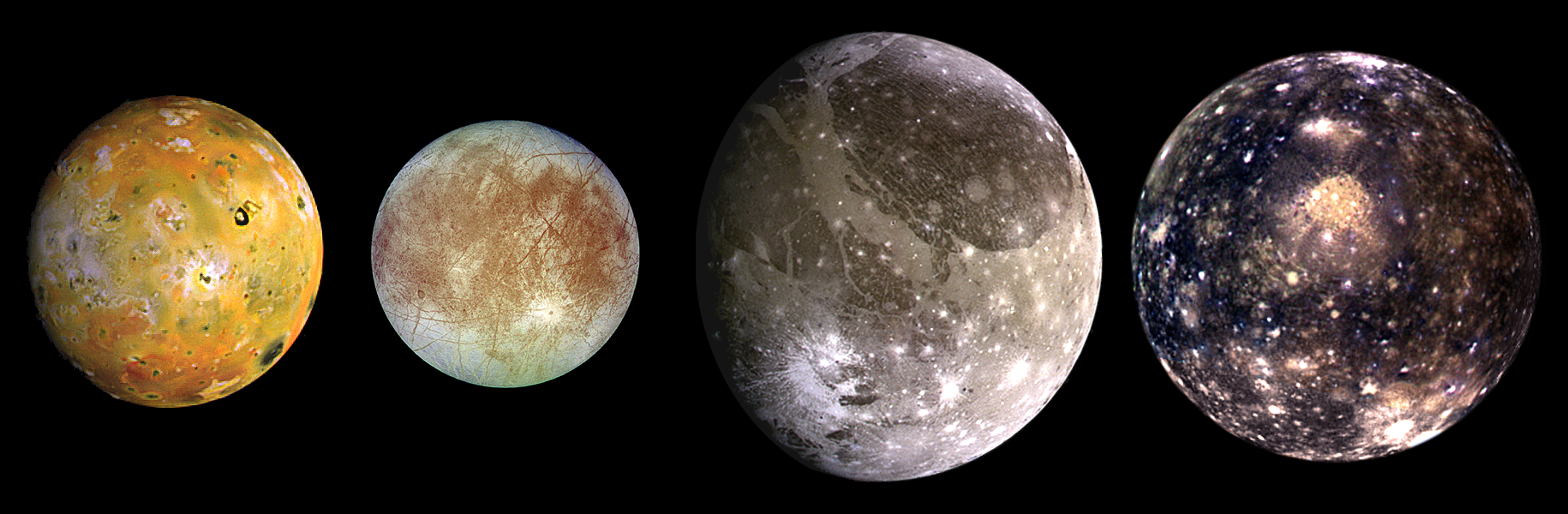
I 4 satelliti medicei: Io, Europa, Ganimede e Callisto

### Esperimenti scientifici

#### Star scanner
Lo star scanner era un piccolo telescopio ottico utilizzato per fornire alla sonda un riferimento nell'assetto. È stato comunque in grado, per effetto della serendipità, di effettuare scoperte scientifiche.
La prima scoperta fu che era possibile rilevare particelle ad alta energia sotto forma di rumore. I dati vennero calibrati e mostrarono degli elettroni con energia superiore a 2 MeV che erano intrappolati nelle fasce del campo magnetico gioviano. La seconda scoperta venne effettuata nel 2000, mentre lo star scanner stava osservando un gruppo di stelle tra cui Delta Velorum, una stella di seconda magnitudine. La stella si indebolì in luminosità per 8 ore sotto alla soglia di sensibilità dello strumento. Successive analisi dei dati e attraverso il lavoro di astronomi amatoriali e professionisti si scoprì che Delta Velorum è una stella binaria a eclisse, con un massimo di luminosità superiore perfino ad Algol.

## Malfunzionamenti

### Antenna principale

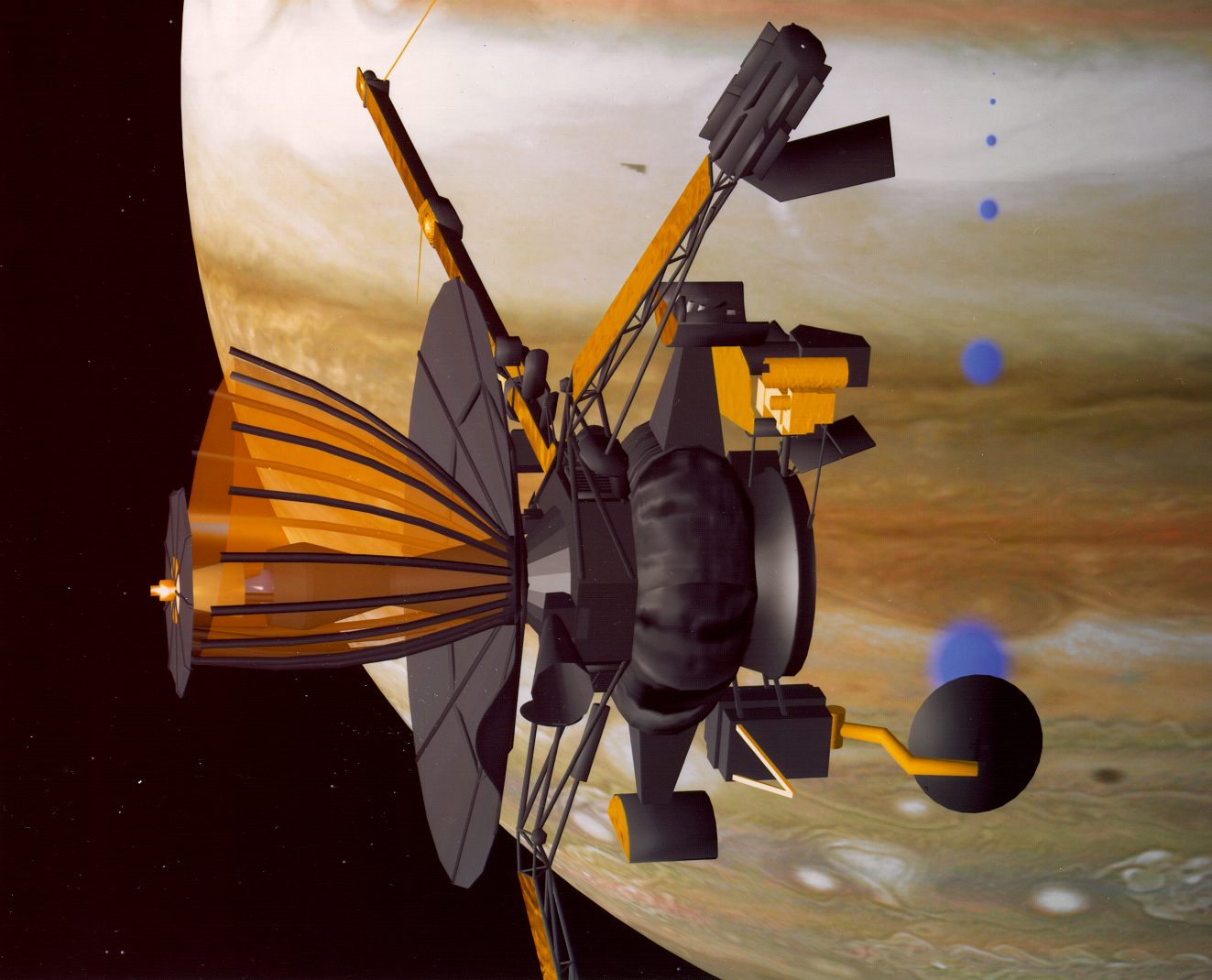
Illustrazione della Galileo con l'antenna principale non completamente dispiegata.

La grande antenna ad alto guadagno, progettata per inviare a Terra la grande quantità di dati generata dagli strumenti della sonda, rifiutò di aprirsi e i tentativi, durati mesi, furono tutti vani. La causa fu attribuita al disseccamento del lubrificante dei meccanismi di apertura dell'antenna, avvenuto durante gli anni in cui la sonda rimase in un deposito in attesa di essere lanciata (il lancio originale era previsto per il 1986). Si dovette quindi far fronte alla situazione utilizzando la sola antenna a basso guadagno, che era molto piccola e permetteva un flusso di poche decine di bit al secondo (a differenza dei 134 kBps che sarebbero stati disponibili con l'antenna principale). Il problema fu parzialmente risolto mediante l'implementazione di tecnologie sofisticate, la disposizione di diverse antenne della Deep Space Network e gli aggiornamenti di sensibilità dei ricevitori utilizzati per rilevare il segnale della Galileo. La velocità di trasmissione dei dati venne aumentata fino a un massimo di 160 bit al secondo, e con la miglior compressione dei dati la larghezza di banda effettiva poteva essere aumentata fino a 1.000 bit al secondo.

### Registratore
Nell'ottobre 1995 il registratore digitale a quattro tracce costruito dalla Odetics Corporation rimase bloccato in modalità di riavvolgimento per 15 ore. Anche se il registratore era ancora funzionante, il malfunzionamento poteva aver danneggiato una porzione di nastro al termine della bobina. Questa porzione di nastro fu dichiarata off limits e non venne utilizzata per la registrazione dei dati. Questo problema avvenne qualche settimana prima dell'inserimento nell'orbita gioviana, e obbligò gli ingegneri a sacrificare l'acquisizione dei dati dalle osservazioni di Io e Europa durante l'inserimento in orbita, per registrare solo i dati inviati dalla discesa della sonda.
Nel novembre 2002, dopo l'unico incontro della sonda con il satellite Amaltea la missione fu nuovamente ostacolata dai problemi relativi al registratore: dopo 10 minuti dal momento di minima distanza con la luna di Giove la sonda terminò improvvisamente la raccolta dei dati, spegnendo tutti gli strumenti ed entrando in modalità di sicurezza. Apparentemente questo fu causato dall'esposizione all'ambiente estremamente radioattivo attorno al pianeta. Anche se la maggior parte dei dati furono registrati, il registratore si rifiutò di riprodurli. Attraverso attente analisi compiute a terra su un identico registratore presente nei laboratori, venne determinato che la causa del malfunzionamento era da imputare ad una riduzione dell'emissione di luce in tre LED posizionati nell'elettronica del dispositivo. La diagnostica di bordo aveva interpretato il problema come un incorretto posizionamento della testina di codifica (motor encoder wheel).
Il Team di Galileo riuscì a risolvere il problema, ripristinando il funzionamento del registratore per periodi di quattro ore. Vennero quindi riprodotti e trasmessi a Terra i dati riguardanti il satellite Amaltea.

### Altre anomalie dovute alle radiazioni
L'ambiente radioattivo di Giove provocò più di 20 anomalie di funzionamento, oltre ai problemi descritti sopra. A fronte di un superamento dei limiti di radiazione tollerate dal progetto della sonda di un fattore 3, Galileo riuscì a sopravvivere. Molti strumenti scientifici subirono un incremento di rumore mentre erano all'interno di un raggio di 700 000 km dal pianeta, e ad ogni avvicinamento a Giove i cristalli di quarzo che venivano usati per i riferimenti di frequenza subirono degli spostamenti di frequenza permanenti. Un rilevatore di rotazione entrò in avaria e i dati che provenivano dal giroscopio erano influenzati dalle radiazioni. La camera a stato solido SSI iniziò a produrre immagini totalmente bianche dopo che la sonda venne coinvolta nel 2000 da un'eccezionale espulsione di massa dalla corona solare.
Il problema maggiore dovuto alle radiazioni erano le perdite di corrente che provocavano un reset del computer di bordo portando il sistema di bordo in modalità provvisoria. Nell'aprile 1999 fu apportata una modifica al software che consentì al computer di bordo di ripristinarsi autonomamente, in modo da evitare la modalità provvisoria.

## Risultati scientifici
I più importanti riscontri scientifici risultanti dalla missione Galileo furono:
- La composizione di Giove differisce da quella del Sole, indicando che il pianeta ha iniziato ad evolversi sin dalla formazione del Sistema Solare.[65][66]
- Galileo osservò per la prima volta nubi di ammoniaca nell'atmosfera di un altro pianeta. L'atmosfera crea particelle di ghiaccio di ammoniaca da materiale che risale dalle profondità inferiori.[65]
- È stato confermato che Io ha un'attività vulcanica estesa che è 100 volte maggiore di quella riscontrata sulla Terra. Il calore e la frequenza delle eruzioni ricordano la Terra primordiale.[65][66]
- Le complesse interazioni del plasma nell'atmosfera di Io creano immense correnti elettriche che si accoppiano all'atmosfera di Giove.[65][66]
- La Galileo ha fornito diversi indizi che supportano la teoria secondo cui esistono oceani liquidi sotto la superficie ghiacciata di Europa.[65][66]
- Ganimede possiede un proprio sostanziale campo magnetico: il primo satellite naturale noto ad averne uno.[65][66]
- I dati magnetici della Galileo hanno fornito prove che Europa, Ganimede e Callisto hanno uno strato di acqua salata liquida sotto la superficie visibile.[65]
- Esistono prove che Europa, Ganimede e Callisto hanno tutti un sottile strato atmosferico noto come "esosfera legata alla superficie".
- Il sistema di anelli di Giove è formato dalla polvere sollevata dai meteoriti interplanetari che si schiantano contro le quattro piccole lune interne del pianeta. L'anello più esterno è in realtà composto da due anelli, uno incastonato nell'altro. Probabilmente esiste anche un anello separato lungo l'orbita di Amaltea.[65][66]
- La sonda Galileo ha identificato la struttura globale e la dinamica della magnetosfera di un pianeta gigante.

## Fine della missione

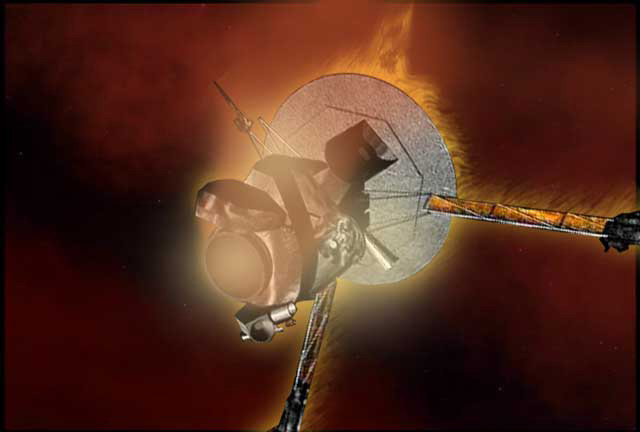
Illustrazione che mostra la Galileo entrare nell'atmosfera di Giove.

Quando all'inizio degli anni 1960 si prese in considerazione l'esplorazione di Marte, Carl Sagan e Sidney Coleman stilarono un documento riguardante la contaminazione biologica del pianeta rosso. Affinché gli scienziati potessero determinare se esistessero o meno forme di vita autoctone prima che il pianeta venisse contaminato da microrganismi provenienti dalla Terra, hanno proposto che le missioni spaziali dovessero mirare a una probabilità del 99,9% che la contaminazione non si verificasse. Questa cifra è stata adottata dal Comitato per la ricerca spaziale (COSPAR) dell'International Council for Science nel 1964, che instituì il principio di il principio di protezione planetaria, successivamente applicato a tutte le sonde planetarie. Il pericolo venne evidenziato nel 1969, quando gli astronauti dell'Apollo 12 restituirono componenti della navicella spaziale Surveyor 3 che era atterrata sulla Luna quasi tre anni prima, e si scoprì che i microbi erano ancora vitali anche dopo tre anni in quel clima rigido. Un'alternativa era una Prima Direttiva come quella immaginata nella serie televisiva Star Trek che dava priorità agli interessi delle forme di vita rispetto a quelli degli scienziati. Considerata la, seppur piccola, prospettiva di vita su Europa, gli scienziati Richard Greenberg e Randall Tufts proposero di stabilire un nuovo standard che non prevedesse un rischio di contaminazione maggiore di quello che potrebbe verificarsi in modo naturale a causa dei meteoriti.
La sonda Galileo non era stata sterilizzata prima del lancio e avrebbe potuto trasportare batteri dalla Terra, pertanto è stato formulato un piano per inviare la sonda direttamente su Giove, con un tuffo intenzionale per eliminare la possibilità di un impatto sulle lune gioviane, in particolare di Europa. Il 14 aprile 2003, la Galileo raggiunse la massima distanza orbitale da Giove da quando si era inserita nella sua orbita, 26 milioni di km, prima di ridirigersi verso il gigante gassoso per il suo impatto finale. Alla fine della sua ultima orbita, il 21 settembre 2003 alle 18:57 UTC la Galileo si inabissò nell'atmosfera gioviana nell'emisfero oscuro, appena a sud dell'equatore, disintegrandosi. La sua velocità al momento della perdita del segnale era di circa 48,26 km/s.